# 아카기역 (군마현)
아카기역(일본어: 赤城駅, あかぎえき)은 일본 군마현 미도리시에 있는 조모 전기 철도와 도부 철도의 역이다.
조모 전기 철도 조모 선 및 도부 철도의 기류 선의 환승역이다. 도부 기류 선의 역 번호는 TI 57이며, 본 노선의 종점이다.

## 역사
- 1928년 11월 10일: 조모 전기 철도의 역으로 야마다 군 오마마 정에 영업 개시, 당시 역명은 신오마마역(일본어: 新大間々駅, しんおおままえき)이었음.
- 1932년 3월 18일: 도부 기류 선이 연장되어, 도부 신오마마 역 개업.
- 1958년 11월 1일: 1957년의 아카기 등산 철도(1968년 6월 1일 폐선)의 개통에 따라 아카기역으로 역명 변경.
- 1996년 10월 1일: 화물 취급 폐지(실제 운행 종료는 9월 25일).
- 2002년 7월 24일: 구역사 영업 종료.
- 2003년 1월 16일: 신역사 영업 개시.

## 역 구조
조모 전철은 섬식 승강장 1면 2선, 도부는 두단식 승강장 1면 2선의 지상역에서 조모 전철이 역 업무를 실시하는 유인역이다. 역 사무실과 개찰구, 대합실은 양사 동일하지만 이용 형태의 차이부터 두 노선 모두 각 매표구가 있다. 역사 내에는 대합실과 매점이 설치되어 있다.
개찰 내는 양사 공통으로, 역사와 각 승강장 사이는 구내 건널목에서 연결된다. 도부 기류 선과 조모 선은 구내에서 선로가 연결되어 있어 과거 화차의 수수 외 여객 열차가 직통하기도 했다. PASMO, Suica 등의 IC카드는 간이 개찰기에 의한 대응이지만, 도부만 이용 가능하고 조모 전철에서는 이용할 수 없다. 도부는 IC에서 이용하고 조덴에 선회할 경우(그 반대도)에는 조모 철도 플랫폼 상의 환승용 간이 개찰기에 터치할 필요가 있다.
특급 "료모 호"의 대부분의 열차는 본 역을 발착하고 있다. 야간에는 도부 선 승강장으로 보통 열차용 8000계 2개 이전 화물 열차용 설비를 전용한 유치선과 입환선에 "료모 호"용 200계/250계 전동차의 3편성이 야간 주박한다.
역전에는 버스・택시 승강장이 있다.

### 승강장
| 번호 | 회사      | 노선      | 방향 | 행선                                                                                               |
| ---- | --------- | --------- | ---- | -------------------------------------------------------------------------------------------------- |
| 1    | 조모 전철 | ■ 조모 선 | 하행 | 니시키류 방면                                                                                      |
| 2    | 조모 전철 | ■ 조모 선 | 상행 | 오고・주오마에바시 방면                                                                            |
| 3・4 | 東武鉄道  | 기류 선   | -    | 오타 방면・ 이세사키 선 다테바야시・ 도부 스카이트리 라인 기타센주・도쿄 스카이트리・아사쿠사 방면 |

## 역 주변
역 근처에는 미도리 시영 아카기에키니시구치 주차장이 있다.
- 와타라세 계곡 철도 와타라세 계곡선 오마마역
- 미도리 시 관공서 오마마 청사(구, 오마마 정사무소)
- 미도리 시립 후생 회관
- 미도리 시립 오마마미나미 초등학교
- 기류 경찰서 아카기 역전 파출소
- 기류 소방서 오마마니이사토 분소
- 오마마 우체국
- 오마마미나미 우체국
- 베이시아 오마마점
- 호시노 물산 본사・공장
- JA히가시닛폰 조합 사료 아카기 공장

## 사진

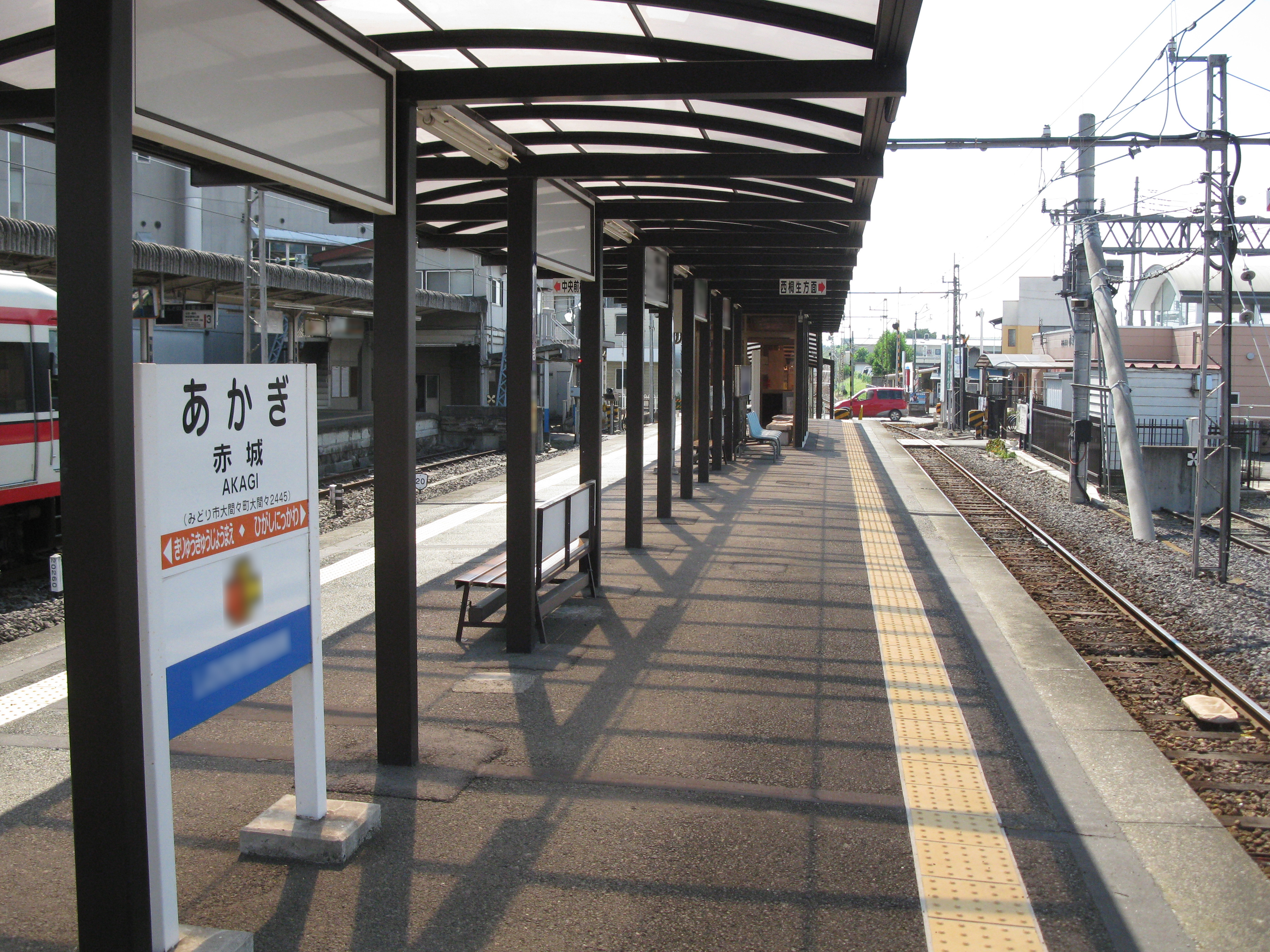
조모 선 승강장

## 인접역
| ■ 조모 전기 철도 조모 선       | ■ 조모 전기 철도 조모 선 | ■ 조모 전기 철도 조모 선   |
| ------------------------------ | ------------------------ | -------------------------- |
| 히가시닛카와 주오마에바시 방면 |                          | 기류큐조마에 니시키류 방면 |
| 도부 철도 기류 선              |                          |                            |
| TI 56 아이오이 오타 방면       | ■ 특급 "료모 호" 발착역  | 시·종착역                  |